# Pisztoly-csillag
A Pisztoly-csillag egy kék hiperóriás, egyike a legfényesebb ismert csillagoknak a Tejútrendszerben. A galaxismag egyik fiatal, nagy tömegű csillaga; a Quintuplet halmaz tagja. Nevét a Pisztoly-köd alakjának köszönheti, melyet megvilágít. A Földtől megközelítőleg 25 000 fényév távolságban található a Nyilas csillagképben. Szabad szemmel figyelve látszólagos fényessége 4 magnitúdó lenne, ám a csillagköd teljesen láthatatlanná teszi a látható fény tartományában.

## Tulajdonságai
A Pisztoly-csillagot a Hubble űrtávcső fedezte fel a korai 1990-es években. Azt feltételezik, hogy körülbelül 4000-6000 évvel ezelőtt óriási kitörések során 10 naptömegnyi anyagot lövellt ki magából. Csillagszele több mint 10 milliárdszor erősebb a Napénál. Ez már annyira erős, hogy a gravitáció képtelen stabilizálni és összetartani a csillagot. Pontos kora, és jövője nem ismert, de arra számítanak, hogy körülbelül 1-3 millió év múlva fényes szupernóva, vagy hipernóva robbanással fejezi be életét. Néhány csillagász úgy véli, nagy tömege összefüggésben lehet a galaktikus magban elfoglalt helyzetével, mivel ott a csillagkeletkezés során nagy tömegű csillagok valószínűsíthetően könnyebben alakulnak ki. Korai tanulmányok azt sejtették, hogy a legfényesebb csillag, 100 milliószor annyi energiát termelve, mint a Nap. A későbbi tanulmányok azonban luminozitását a Napénak csupán 4 milliószorosára becsülik, és ezzel fényes kék változócsillagként sorolják be.
Luminozitása az éta Carinae kettőscsillag harmada, ám még így is 20 másodpercenként sugároz ki annyi energiát, amennyit a Nap egy év alatt.

## Kapcsolódó szócikk
- Wolf–Rayet-csillag

## Fordítás
- Ez a szócikk részben vagy egészben  a   Pistol Star című angol Wikipédia-szócikk fordításán alapul.  Az eredeti cikk szerkesztőit annak laptörténete sorolja fel. Ez a jelzés csupán a megfogalmazás eredetét és a szerzői jogokat jelzi, nem szolgál a cikkben szereplő információk forrásmegjelöléseként.